# مكتبات جامعة ستانفورد
مكتبات جامعة ستانفورد (SUL)، المعروفة سابقًا باسم «مكتبات جامعة ستانفورد ومصادر المعلومات الأكاديمية» ("SULAIR")، هي نظام مكتبات جامعة ستانفورد في كاليفورنيا؛ والتي تضم أكثر من 24 مكتبة في المجموع. العديد من الأقسام الأكاديمية وبعض المساكن لديها أيضًا مكتبات خاصة بها.

## المكتبات الكبرى
المكتبة الرئيسية في نظام المكتبة بجامعة ستانفورد هي المكتبة الخضراء، والتي تحتوي على قاعات اجتماعات ومؤتمرات متنوعة ومساحات للدراسة وغرف قراءة.
مكتبة لاثروب مكتبة تعمل على مدار 24 ساعة في اليوم وتحتوي على كثير من موارد الوسائط التي يمكن للطلاب الوصول إليها، لا سيما تلك المخصصة لطلاب الجامعة. كما أنها تضم واحدة من أكبر مجموعات شرق آسيا في العالم.
تعتبر مكتبة وأرشيف معهد هوفر مركزًا للأرشيف والأبحاث والذي يركز بشكل كبير على وثائق تاريخ القرن العشرين. كما تعد جزءًا من مكتبات جامعة ستانفورد ولكن لديها مجلس المشرفين الخاص بها.

## تاريخ

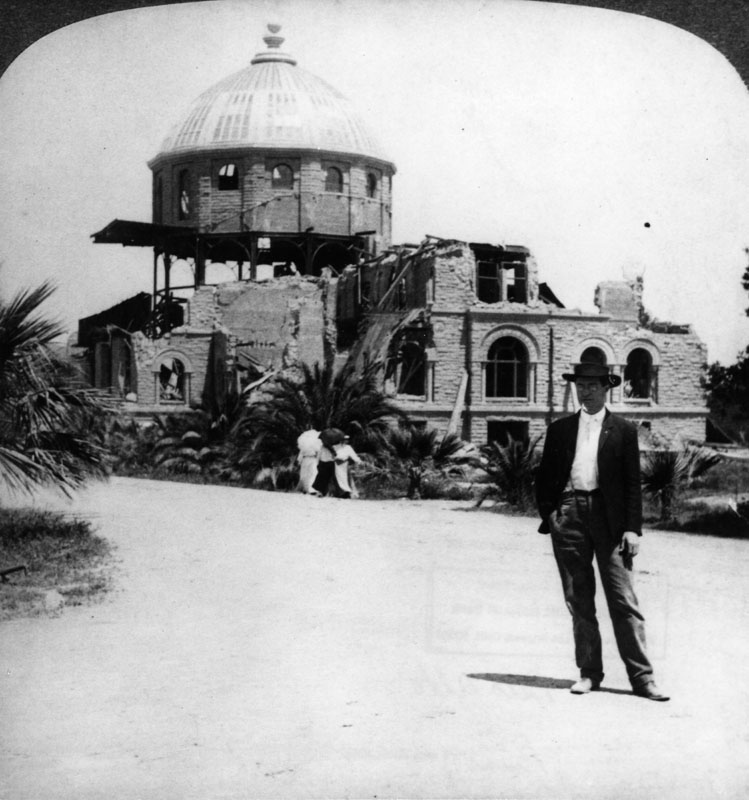
أنقاض مكتبة ستانفورد غير المكتملة بعد زلزال سان فرانسيسكو عام 1906

كانت أقدم مكتبة في ستانفورد تقع في الركن الشمالي الشرقي من المربع الداخلي. كانت موجودة في غرفة كبيرة تتسع لـ 100 قارئ. تم استبدال الموقع في عام 1900 بمبنى منفصل في المربع الخارجي، سمي مكتبة توماس ويلتون ستانفورد باسم مانحها الرئيسي، الأخ الأصغر ليلاند ستانفورد. وسرعان ما تم التعرف على هذه المكتبة على أنها صغيرة جدًا، وبدأت مكتبة جديدة أكبر في مبنى منفصل؛ ومع ذلك، تم تدميره في زلزال سان فرانسيسكو عام 1906 قبل اكتماله.
تمت الموافقة على بناء مكتبة رئيسية جديدة في عام 1913 واكتمل البناء في عام 1919.  يشكل هذا المبنى الجزء الأقدم من المكتبة الخضراء. في عام 1980، تمت إضافة ملحق أكبر وأعيد تسمية المكتبة باسم سيسيل هوارد غرين. يُعرف الجزء الأصلي من المبنى الآن باسم Bing Wing لبيتر بينغ الذي تبرع بمبلغ كبير من المال لإصلاحه بعد زلزال لوما بريتا عام 1989.
في السنوات الأولى، كان اقتناء الكتب والمواد الأخرى للمكتبات يعتمد على التبرعات وعلى ميزانية الصندوق العام. ولكن في عام 1905 أمرت جين ستانفورد ببيع مجوهراتها بعد وفاتها واستخدام الأموال كهدية دائمة «للاستخدام حصريًا في شراء الكتب والمطبوعات الأخرى». أكد مجلس الأمناء هذا الطلب، وأنشئ صندوق الجوهرة في عام 1908.  لقد ساعد ذلك على زيادة مجموعات مكتبات الجامعة لأكثر من 100 عام.  تبلغ قيمة الهبة، التي كانت في الأصل 500,000 دولار، حوالي 20 مليون دولار حاليا. تعرض العناصر المشتراة من خلال صندوق الجواهر لوحة كتب مميزة تظهر جين ستانفورد ذات الطابع الرومانسي وهي تقدم مجوهراتها إلى أثينا، إلهة الحكمة. منذ عام 2007، يُشار إلى المحسنين الذين يقدمون أوقافًا لإثراء المكتبات كأعضاء في جمعية الجواهر.
بحلول عام 1908، استحوذت ستانفورد على كلية كوبر الطبية في سان فرانسيسكو، مع 30,000 مجلد من صندوق مكتبة ليفي كوبر لان الطبية، إضافةً إلى موقع البناء والأموال المقدمة في وصية الدكتور لين. تم تخصيص مكتبة لين الطبية في 3 نوفمبر 1912 ؛ كان جزءًا لا يتجزأ من نظام مكتبة ستانفورد على الرغم من وجوده في سان فرانسيسكو.  تم نقله إلى الحرم الجامعي الرئيسي في ستانفورد جنبًا إلى جنب مع كلية الطب في عام 1959.
شارك هربرت هوفر، الذي أصبح فيما بعد رئيسًا للولايات المتحدة، في جهود الإغاثة الإنسانية في أوروبا قبل وأثناء وبعد الحرب العالمية الأولى. وقد منحه ذلك الفرصة لتجميع مجموعة من الوثائق المتعلقة بالحرب والثورة الروسية والتطورات التاريخية الأخرى في أوائل القرن العشرين. بداية من عام 1919، تبرع بالمواد التي تم جمعها إلى جامعة ستانفورد، مع الأموال اللازمة للحفاظ على الوثائق وتطويرها، والتي تسمى مجموعة هوفر الحربية وفيما بعد مكتبة هوفر الحربية. تم وضع الوثائق في البداية داخل مكتبة ستانفورد الرئيسية، ولكن بحلول عام 1929، وصلت المجموعة إلى 1.4 مليون عنصر وأصبح التخزين مشكلة.

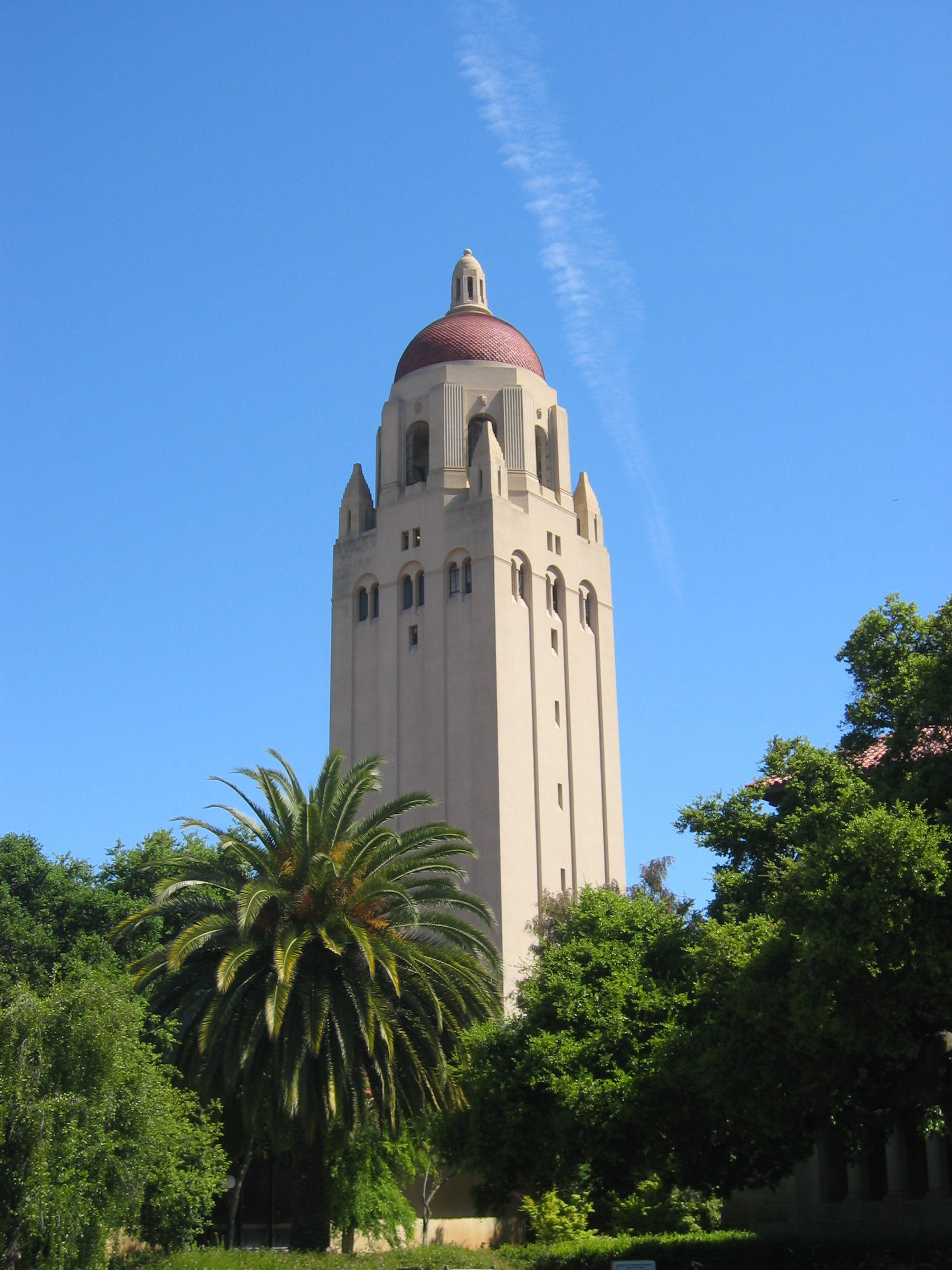
برج هوفر، موطن مكتبة ومحفوظات مؤسسة هوفر

تحتوي المكتبات على مجموعة تقارب 12 مليون عنصر، و 260.000 كتاب نادر أو خاص، و 3 ملايين كتاب إلكتروني، و 1.5 مليون مادة سمعية بصرية، و 75,000 مسلسل، و 6 ملايين من مقتنيات الشكل المصغر، وآلاف العناصر الرقمية الأخرى، مما يضعها ضمن أكبر أنظمة المكتبات الأكاديمية المتنوعة في العالم. بدءًا من عام 2004، تعاونت مكتبات ستانفورد مع كتب جوجل في رقمنة مئات الآلاف من الكتب من مجموعات ستانفورد وإتاحتها للقراء في جميع أنحاء العالم مجانًا. 

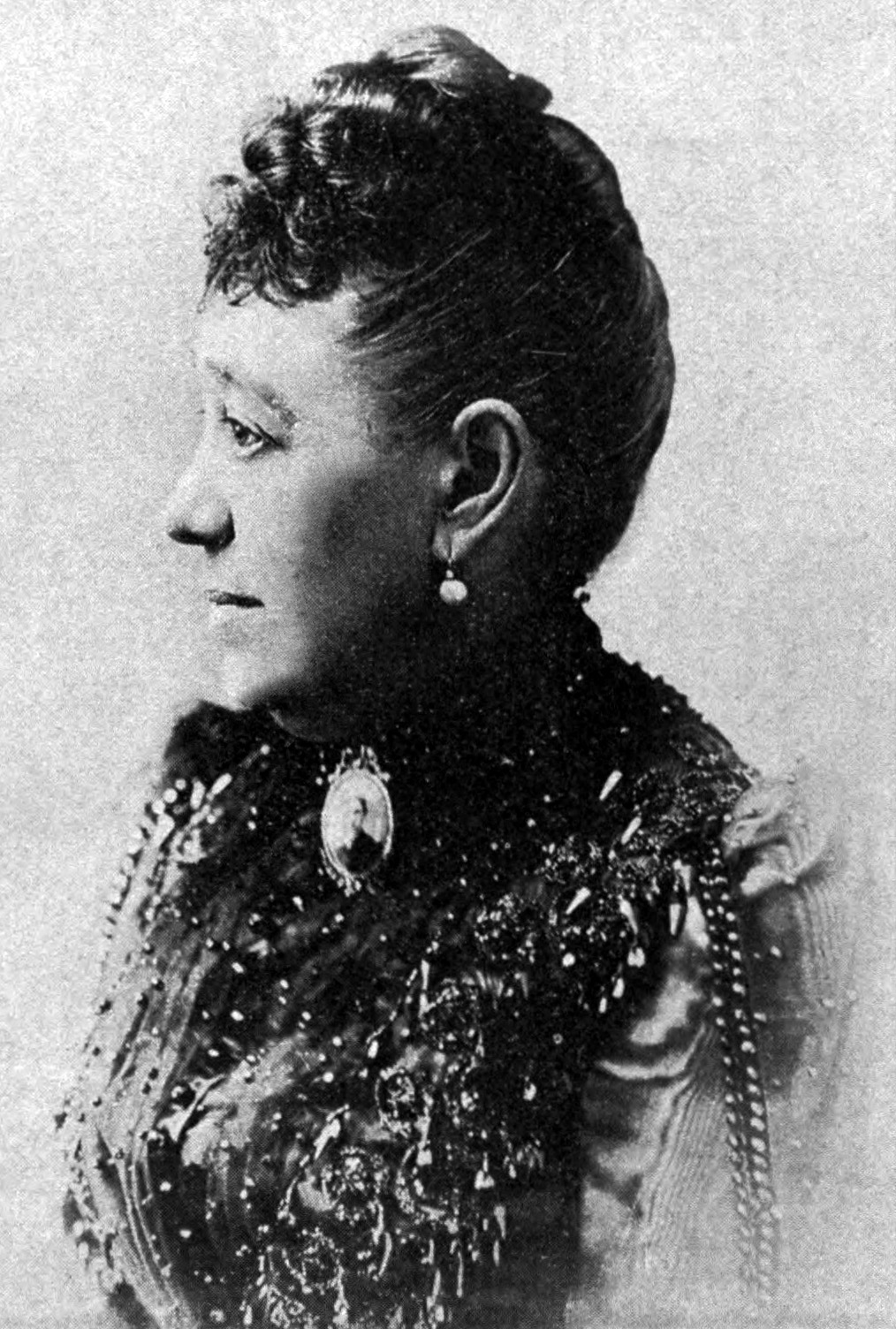
وجهت جين ستانفورد، المؤسس المشارك لجامعة ستانفورد، ببيع مجوهراتها لمنح مقتنيات المكتبة.

تشمل المجموعات المهمة الأخرى مكتبة لين الطبية، ومكتبة ترمان للهندسة، ومكتبة جاكسون لإدارة الأعمال، ومكتبة فالكونا للبيولوجيا، ومكتبة كيوبرلي التعليمية، ومكتبة برانا لعلوم الأرض، ومكتبة سوين للكيمياء والهندسة الكيميائية، ومجموعة مستندات جونسون الحكومية (أصبحت مكتبات جامعة ستانفورد مكتبة الإيداع الفيدرالية منذ ذلك الحين 1895، مستودع وإيداع في كاليفورنيا للعديد من المنظمات الحكومية الدولية مثل المنظمة البحرية الدولية والبنك الدولي والاتحاد الأوروبي ومنظمة التعاون والتنمية في الميدان الاقتصادي وغير ذلك)، ومكتبة كرون للقانون، ومكتبة مركز أبحاث حلول المحيطات، ومكتبة ستانفورد المساعدة (SAL)، ومكتبة SLAC، ومكتبة Hoover، ومكتبة ميلر للبيولوجية البحرية في محطة هوبكنز البحرية، ومكتبة الموسيقى، والمجموعات الخاصة بالجامعة.
طورت جامعة ستانفورد مجموعة كتب عن أفريقية مهمة تتضمن مجموعة خرائط إفريقيا. تم الاعتراف بهذه المجموعة في عام 2001 من خلال الاستحواذ على مجموعة أوسكار وترويج وما تلاها من عمليات الاستحواذ في عامي 2010 و 2011. تضم هذه المجموعة اليوم 859 خريطة من الخرائط الأفريقية.

## خدمات
تشمل المكتبات الرقمية وخدمات النصوص مجموعات الصور الرقمية وخدمات المعلومات الرقمية للعلوم الإنسانية ومركز مركز الوسائط المصغرة. تنتج مطبعة جامعة ستانفورد أكثر من 175 كتابًا كل عام. 
يوجد 150,000 جهاز كمبيوتر على شبكة جامعة ستانفورد، بما في ذلك أجهزة الكمبيوتر التي تدعم الطابعة في كل سكن جامعي، إضافةً إلى مجموعات أجهزة كمبيوتر عالية الأداء للاستخدام العام في جميع أنحاء الحرم الجامعي.  جامعة ستانفورد عضو مؤسس في CENIC، التي هي مؤسسة مبادرات شبكة التعليم في كاليفورنيا، ومنظمة غير ربحية توفر شبكة الإنترنت عالية الأداء للغاية لمجتمع البحث والتعليم K-20 في كاليفورنيا.